# يوليوس باير

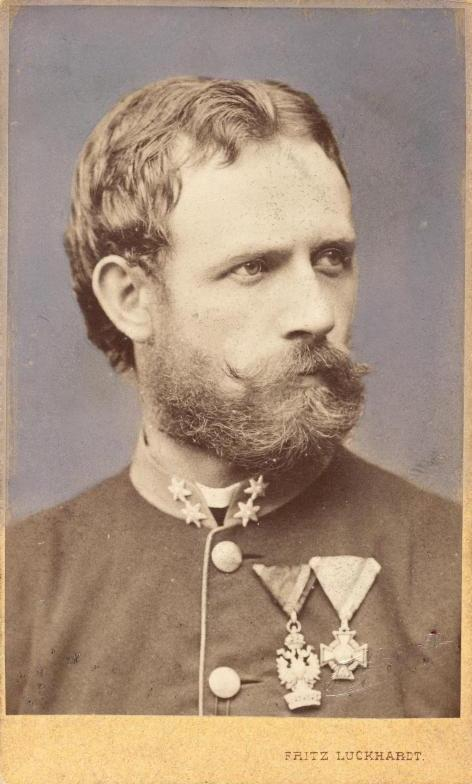
يوليوس باير (صورة وهو برتبة ملازم أول ، التقطها المصور الألماني فريتز لوكهارت، قبل عام 1875)

يوليوس يوهانس لودوفيكوس باير، منذ عام 1876 حائز على لقب فارس باير (ولد في 2 سبتمبر 1841 في شوناو/تيبليتز (بالألمانية: Teplitz-Schönau)‏ في بوهيميا (جمهورية التشيك اليوم)؛ وتوفي في 29. أغسطس 1915 في فيلديس (اليوم بليد، سلوفينيا حاليًا)، كان ضابطًا نمساويًا مجريًا، ومستكشفًا للقطب الشمالي ولجبال الألب، ورسام خرائط، وأستاذًا في الأكاديمية العسكرية، ورسّاما. قاد مع كارل فيبرخت بعثة القطب لشمالي النمساوية المجرية في الأعوام 1872 إلى 1874، حيث اكتُشف أرخبيل القطب الشمالي الذي أطلق عليه اسم فرانز جوزيف لاند، وقد تقديراً لهذا الإنجاز ترفيعا إلى رتبة النبلاء ولقب الفروسية.

## نشأته وتعليمه
ولد يوليوس باير في العان 1791 في بدلدة كريغرن (اليوم كريري، في جمهورية التشيك) ابنا لضابط الخيالة فرانز أنطون رودولف باير وزوجته بلاندين يوهن. كان شقيقه الأكبر ريشارد باير [الألمانية] مستكشفًا في منطقة الأمازون. درس يوليوس أولا في مدرسة تأهيل الضباط في كراكوف، ثم درس في الأعوام 1856 إلى 1859 في أكاديمية تيريزيا العسكرية في وينر نويشتادت جنوب فيينا، وهناك كان من بين أساتذته الجغرافي المعروف وباحث جبال الألب كارل سونكلار [الألمانية]. بعد تخرجه فُرز في 15 يونيو 1859 برتبة كملازم ثانٍ إلى فوج المشاة السادس والثلاثين.

## البحوث العسكرية وأبحاث جبال الألب
في 24 يونيو 1859 هزمت النمسا في معركة سولفرينو وسقطت معظم شمال إيطاليا في يد مملكة سردينيا-بيدمونت الإيطالية. لم يتأثر يوليوس باير في البداية لأن فوجه كان متمركزًا في حصن ماينتس الفدرالي التابع للاتحاد الألماني وفي فرانكفورت للتصدي لهجوم فرنسي محتمل.
ولكن في الأعولم 1860 إلى 1866 تمركز فوج باير في مواقع مختلفة في منطقة فينيتو في شمال إيطاليا، واستفاد باير من ذلك في استكشاف قمم جبال الألب المختلفة في إجازاته السنوية والكتابة عنها، وسجل له البلوغ الأول لثلاثين قمة في مجموعات جبال أورتلر، وأداميلو، وغلوكنر.
من 1860 إلى 1862 كان يوليوس باير مع القوات المتمركزة في فيرونا، ومن هناك قام بأولى جولاته الجبلية في مونتي ليسيني وفي مونتي بالدو. وفي عام 1863 تسلّق قمة غروسغلوكنر من ناحية مدينة كالس التيرولية وقدّم تقريرًا ممتعًا ومهنيًا نُشر في عام 1864 مع رسومات وخريطة في مجلة جغرافية، وفي عام 1864 أصبح باير قائدًا لحصن بحيرة لومباردو بالقرب من كيودجا، وفي سبتمبر قام بجولات استكشافية واسعة النطاق عبر منطقة مجموعات أداميلو وبريسانيلا الألبية. لفت باير لدى توقفه في ترينتو في رحلة العودة انتباه الجنرال كون الذي كان في القيادة هناك حيث أعلم الجنرال بالخرائط الدقيقة التي قدمها الملازم الشاب لسلاسل الجبال التي استطلعها في أجازاته، ولاحقا وصف باير اللقاء مع الجنرال بأنه كان شيئا حاسما في حياته. في أواخر صيف عام 1865 بدأ باير باستطلاع مجموعة جبال أورتلر، وعمل أيضا حتى عام 1865 أيضا مدرسًا للتاريخ والجغرافيا في الأكاديمية العسكرية.
شارك باير في الحرب الإيطالية عام 1866 مع الفوج الثالث من فرقة المشاة الـ36، ورقي في 17 يونيو 1866 إلى ملازم أول، وفي معركة كوستوزا يوم 24 يونيو 1866 تمكن من غنم مدفع معاد  ونال في 18 يوليو صليب الاستحقاق العسكري. وعلى الرغم من فوزها في المعركة، فقد خسرت النمسا الحرب ضد بروسيا وكان عليها التنازل عن فينيتو لمملكة إيطاليا المتحالفة مع بروسيا، ولذلك انسحبت فرقة المشاة الـ 36 من فينيتو إلى شيليزيا في شمال غرب النمسا (الجمهورية التشيكية اليوم).
في الطريق إلى هناك، استكشف باير في إجازته في سبتمبر 1866 منطقة غرب جبال أورتلر الألبية،  وفي أغسطس من العام التالي سافر باير عبر فيينا والبندقية إلى ترينتو لاستكشاف جبال أورتلر الجنوبية، حيث كاد أن يقتل في انهيار ثلجي غير متوقع، حيث سقط باير ودليله يوهان بينجيرا لمسافة 200 متر، ليقعا لحسن حظهما في حفرة ثلج، وينجوا دون إصابات خطيرة.
عندما أصبح الجنرال كون وزيراً للحرب في أوائل عام 1868، تذكر باير وعينه في معهد الجغرافيا العسكرية تحت إدارة أوغوست فون فليغلي، الذي أرسل باير لرسم خرائط جديدة لمنطقتي اداميلو وأورتلر في جبال الألب، وزوده بثلاثة مرافقين من قوى النخبة في التيرول، من ذوي الخبرة في الجبال، وبالمبالغ المالية اللازمة ومزواة للمسح، فكان باير هذه المرة في مهمة رسمية ومعه معدات احترافية ولم يعد مقيدًا ببضعة أسابيع من الإجازة. بعد إنجازه عملية المسح في خريف عام 1868 أعفاه وزير الحرب في يناير 1869 من التزاماته العسكرية لكي يتمكن من المشاركة في البعثة الألمانية الثانية إى القطب الشمالي (1869-1870)، كما دعم وزير الحرب كون بعثة القطب الشمالي النمساوية المجرية التي قادها بها باير وويبريخت في الأعوام 1872 إلى 1874.
في سن السابعة والعشرين، كان يوليوس باير يُعتبر مستكشفًا خبيرا للجبال العالية، وكان لديه ملاحظات علمية في الطبيعة والعلاقات الطبوغرافية وكان قادرًا أيضًا على الكتابة العلمية في وصف طرق البحث والنتائج التي توصل إليها، وفي عام 1868 منحته جامعة هاله لقب دكتوراه فخريا.

## البعثات القطبية

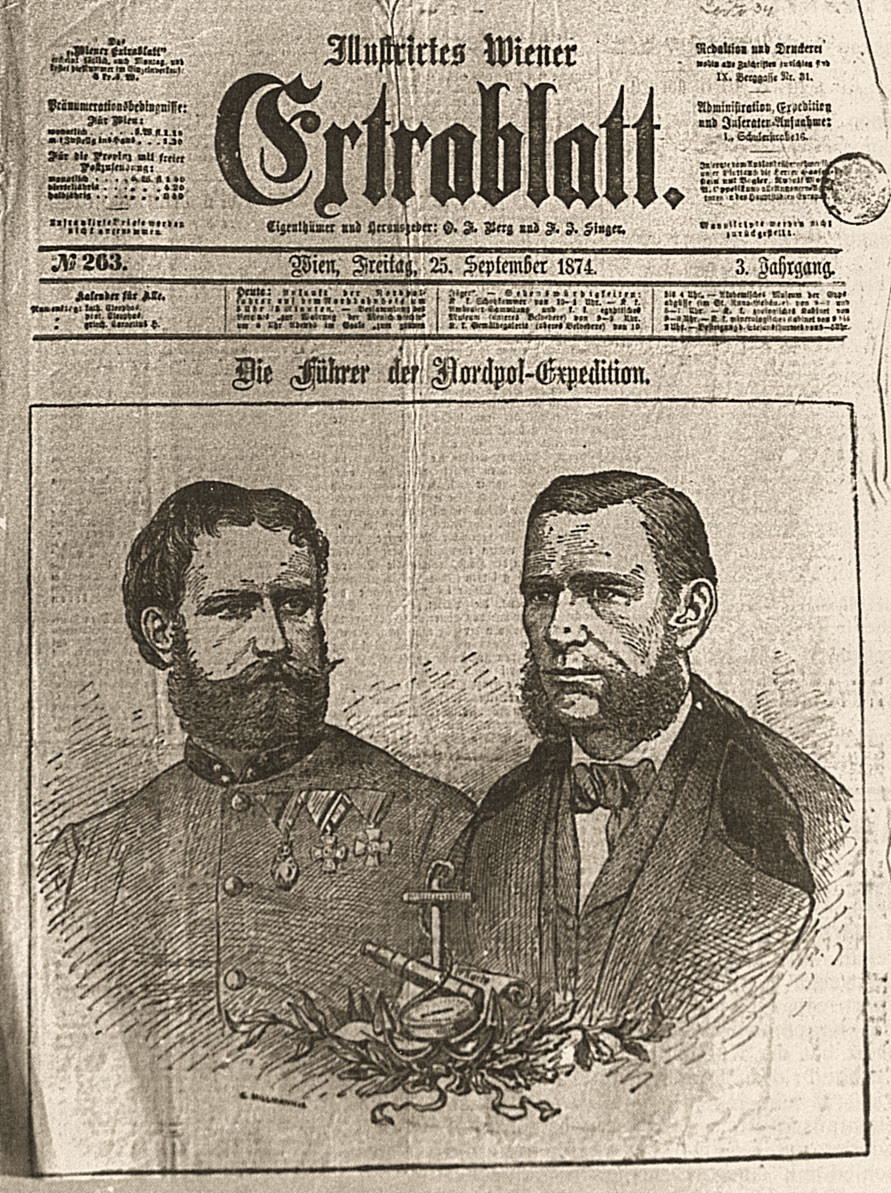
يوليوس باير (يسار) مع كارل فيبريخت على غلاف مجلة فينر إكسترا بلات المصورة، في 25. سبتمبر 1874

شارك باير في الأعوام 1869 إلى 1870، بدعوة من الجغرافي الألماني أغسطس بيترمان، في البعثة الألمانية القطبية الشمالية الثانية التي قادها القبطان كارل كولديوي إلى شرق غرينلاند. غادرت البعثة بريمرهافن في 15 يونيو 1869 على متن السفينة «جرمانيا» بحضور الملك البروسي فيلهلم الأول، وبلغت جزيرة شانون باعتبارها أقصى نقطة في الشمال، وانطلاقا من القاعدى الشتوية على جزيرة سابينا قيس الساحل بين خط عرض 73 درجة و77 درجة شمالًا. قام باير بعدة رحلات على الزلاجات لاستكشاف البلاد، خاصة حول المنطقة التي أطلق عليها اسم «خليج فرانتس يوزيف»، كما تسلق بصفته متسلقًا متمرسًا الجبال بالقرب من الساحل، ومنها واحد على ارتفاع 2100 تقريبًا وعلى مقربة من قمة يبلغ ارتفاعها 2320 مترا سميا لاحقا باسمه. وفي الحادي عشر في سبتمبر 1870، عادت الجرمانيا إلى بريمرهافن بسلام.
يوم 15 في أكتوبر 1870، استقبله الإمبراطور فرانز جوزيف الأول في فيينا في لقاء خاص لمدة نصف ساعة، أبلغ خلالها باير الملك بنتائج الرحلة الاستكشافية، ومنح باير في 24 نوفمبر 1870 وسام التاج الحديدي من الدرجة الثالثة الثالث تقديراً لخدماته للعلم خلال البعثة الألمانية الثانية للقطب الشمالي، ومع الوسام رفع باير إلى درجة النبلاء بمنحه لقب فارس القابل للتوريث.
أخذته رحلة استكشافية ثانية في عام 1871 مع كارل فيبريختعلى متن سفينة إيزبيورن التي استأجرها الكونت هانتس فيلتشيك في المياه بين شبيتسبيرغن (سفاليارد) ونوفايا زيمليا، وخدمت هذه الرحلة في التحضير لرحلة البعثة النمساوية المجرية الكبرى إلى القطب الشمالي التي تمت في الأعوام 1872 إلى 1874 مع كارل فيبرخت قائدا في البحر وجوليوس باير على البر، وقادت إلى إلى اكتشاف أرخبيل فرانز جوزيف.
بعد فترة وجيزة من عودته شكك كثيرون بوجود أرض فرانز جوزيف وأيضًا برواية المشاركين بالرحلة الاستكشافية، وتمكن باير على أساس الشهادات والمذكرات والرسومات العلمية من دحض الشكوك إلى حد كبير، في حين تبين بالفعل عدم وجود مناطق كونيج-أوسكار-لاند وبيترمان-لاند التي من المفترض أنه اكتشفها خلال هذه الرحلة. وبسبب عدم الثقة الذي ساد في طبقة الضباط أحبطت ترقيته الاستثنائية إلى رتبةنقيب، ودفعته هذه الإساءة إلى شرفه إلى الاستقالة مع تعويض مقداره 44 قطعة غولدن نقدية.

## زواجه
تعرف خلال نقاهة في فرانتسنزباد [الإنجليزية] عام 1876 إلى فاني كان، زوجة المصرفي اليهودي من فرانكفورت بير موزيس كان، وهو ابن شقيق لويس روتشلد، وكان من الواضح أن فاني كان أخذت إلى حد كبير بمتسلق الجبال والمستكشف القطبي الشهير، وتطلقت من زوجها في نفس العام وتزوجت من باير في يوم 15نوفمبر 1877، وعاش الزوجان في فرانكفورت. من 1877 إلى 1879 عاش الزوجان في فرانكفورت وأنجبا طفلين.

## الرسم

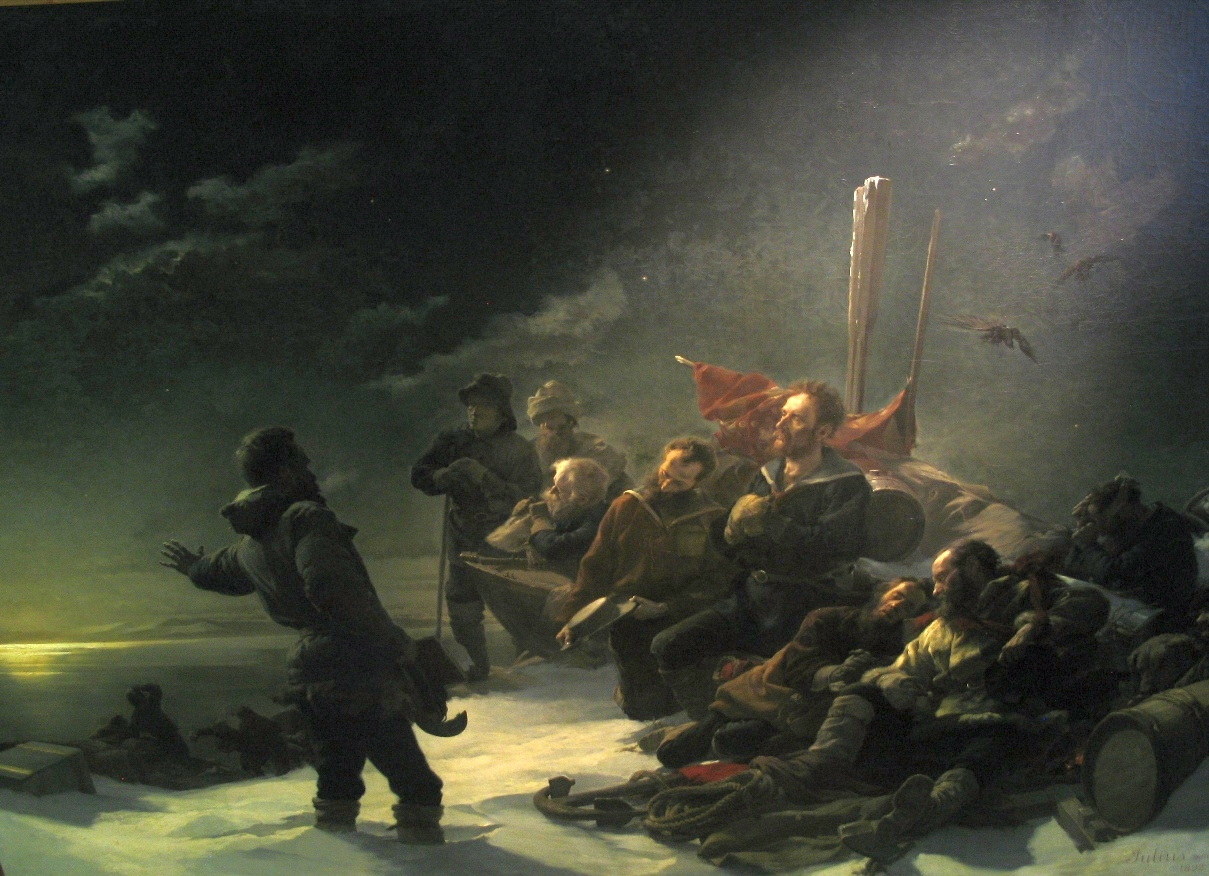
لوحة من رسم يوليوس باير: "لا عودة!"، 1892

درس باير الرسم في معهد شتيديل في فرانكفورت، كما عمل في فرانكفورت في علم التشريح على الجثث وفي منظور الرسم، وشرع كذلك برسم اللوحات الزيتية، وكان متعلقا جدا بزوجته، حيث كتب في عام 1878 رسالة إلى صدديقه مستكشف أفريقيا جيرهارد رولفس، أنه لو لم يكن متزوجًا سعيدًا، لكان قد شارك بكل سرور في الرحلة الاستكشافية المخطط لها إلى «بلاد الرجال السود». واصل باير تعليمه من عام 1880 إلى عام 1882 في أكاديمية ميونيخ، ورسم سلسلة أكبر من الصور عن رحلة جون فرانكلين القطبية، ونال لأجلها ميدالية تكريم من أكاديمية ميونيخ. وفي 31 ديسمبر 1882 انتقل مع زوجته من فرانكفورت إلى باريس.
في باريس فتح مرسما في شارع دي مارتن وتأثر بأعمال الفنانين بكونستان وبونات وكابانيل وغاليه، وتعلم لدى الرسام مونكاسي توظيف التباين اللوني بين الأبيض اللامع والبني الأسود المخملي. في عام 1884 فقد إحدى عينيه بسبب عدوى أصابته، وظل لبقية حياته يلقي اللوم على زوجته فاني التي نظفت عينه بعد العملية بطريقة غير صحيحة. علاوة على ذلك كان باير يعاني من قصر النظر منذ الطفولة.
حصل على ميداليات ذهبية عن لوحاته في باريس عامي 1887 و 1889، وفي ميونيخ عام 1885، وفي برلين عام 1888، وفي شيكاغو عام 1894.
من الممكن مشاهدة لوحات ضخمة له تتناول المنطقة القطبية الشمالية في متحف التاريخ الطبيعي، وفي قاعة البحرية النمساوية في في متحف التاريخ العسكري في فيينا.

## طلاقه وعودته إلى فيينا
انفصل في عام 1890 زوجته وأولاده الذين أقاموا في باريس، ويزعم أنه لم يرق له ولع زوجته فاني بالظهور الاجتماعي وإصرارها على الظهور مع «مستكشف القطب الشمالي الشهير» في كل مكان. بعد الانفصال عاد باير إلى فيينا وانقطعت صلاته بزوجته والأطفال.

في فيينا، عاد باير إلى شقته القديمة وافتتح مدرسة للرسم للشابات، وابتداء من العام 1892 صار يشعر بالمرض والإرهاق العصبي (وهن عصبي). في عام 1892 رسم أيضًا أشهر لوحاته، «لا عودة!». عاش باير منذ عام 1900 عاش مع مدبرة منزله فاني "Mizl" Katschke (1879-1918)  ، التي كانت ذات يوم تلميذة له.

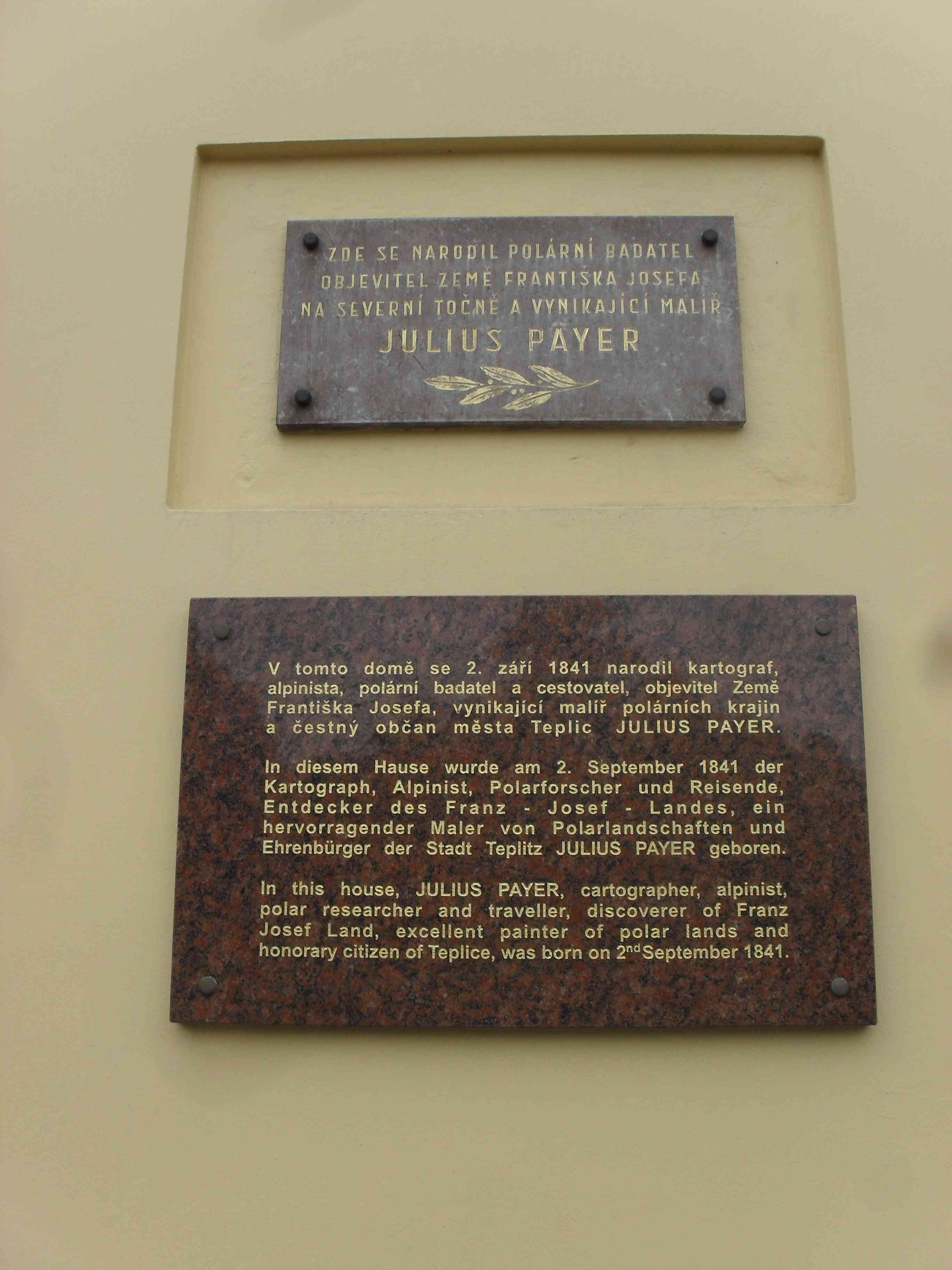
لوحة تذكارية في مسقط رأس باير في بلدة تبليتسه (اليوم في جمهورية التشيك)

أبدى منذ عام 1895اهتمامًا بخطط الرحلات الاستكشافية للقطب الجنوبي الألمانية، وفي عام 1898 زاره المسكتشف النرويجي فريدجوف نانسن في فيينا.

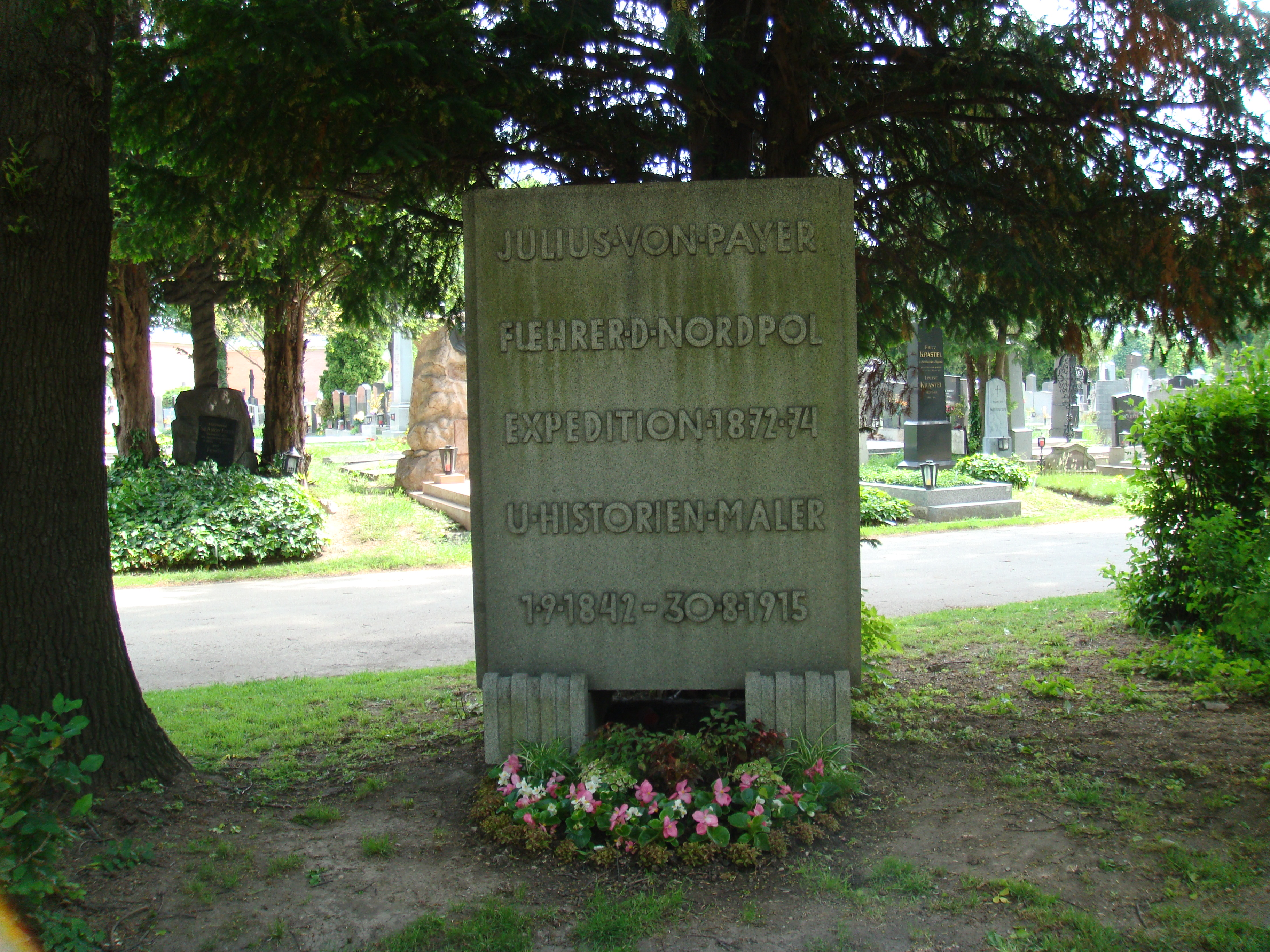
قبر باير في مقبرة فيينا المركزية

حصل باير على جزء من دخله من المحاضرات التي قدم منها 1228 محاضرة في في 18 عامًا، كما عمل استشاريا لدليل بايديكر السياحي لمنطقة التيرول.

## وفاته
أصيب في 26 مايو 1912 بجلطة دماغية وفقد القدرة على الكلام، وبات قادرًا على التواصل كتابيًا فقط، وتوفي باير في 24 أغسطس 1915 في باد فيلدس (اليوم بليد، جمهورية التشيك) بنوبة قلبية، ودفن في 4.سبتمبر في قبر شرف في المقبرة المركزية في فيينا (المجموعة 32 أ، رقم 37).

## تكريم بعد وفاته
- يوثق متحف التاريخ العسكري في فيينا لرحلة القطب الشمالي النمساوية-المجرية بالتفصيل في القاعة البحرية، حيث تُعرض على الشاشة لوحات رسمها يوليوس باير، بما في ذلك اللوحة الضخمة «لا عودة!ا»، التي تعكس مأساة الموقف عندما أراد الطاقم العودة إلى السفينة المحاصرة في الجليد، ما كان سيعني الموت المؤكد. هناك أيضًا نماذج من السفن المعروضة تتعلق بالحملة الاستكشافية، و«ثعبان» يوليوس فون باير، وهو عبارة عن انطباعات عن حياته دونها قبل وفاته بوقت قصير، وقد لصق الورق معا في وقت لاحق مما نتج عنه ما مجموعه 24 لفافة سميت بالثعبان، وفي المعرض كذلك مجموعة من الصور الفوتوغرافية من تلك البعثة.[18]
- إعجابا ببعثة القطب الشمالي النمساوية المجرية، ألف الموسيقي إدوارد شتراوس عام 1875 «مارش فيبريخت-باير» (العمل 120).[19]
- أصدر البريد النمساوي في 10 أغسطس 1973 طابعا بريديا بمناسبة مرور 100 عام على اكتشاف أرخبيل فرانتس جوزيف، صُمم وفقا للوحة من رسم لباير.[20]
- في عام 2014، أصدرت النمسا عملة نحاسية بقيمة 5 يورو بموضوع «المغامرة القطبية»، صورت عليها سفينة الاستكشاف الأدميرال تيجيثوف على الجليد، وفي عام 2015 أصدرت كذلك عملة فضية 20 يورو، تصور يوليوس باير وكارل ويبرخت وسفينة الاستكشاف.
- تسميات أماكن
  - شارعين في فيينا في الحيين السادس عشر والثاني والعشرين، وكذلك على شارعين في كل من غراتس ومودلينغ في النمسا
  - ثكنة باير-فيبريخت العسكرية في فيينا
  - قمة جل في سوسلاند في شرق غرينلاند
  - قمة جبل في ألكساندرا لاند في أرخبيل فرانتس يوزيف القطبي
  - منطقة باير لاند في حنوب ما يعرف كونيغ فيلهلم لاند
  - مجموعة جبال في شوابيا الجديدة في القارة القطبية الجنوبية
  - ميناء باير في خليج في منطقة سميث ساوند القطبية الشمالية
  - عشش جلبية في جبال الألب على كل من قمة جبل في أورتلر، في التيرول الجنوبي، وفي مجموعة جبال آداميل
  - قسم البحث العلمي في محتف العلوم في ترينتو[21]

## من كتاباته (بالألمانية)
- رحلة القطب الشمالي النمساوية المجرية في الأعوام 1872-1874، جنبًا إلى جنب مع رسم تخطيطي لبعثة القطب الشمالي الألمانية الثانية 1869-1870 والبعثة القطبية عام 1871 . Time-Life-Edition ، أمستردام 1983، ISBN 90-6182-761-2 (repr. D. إنتاج | فيينا 1876).
- اكتشاف أرض الإمبراطور فرانز جوزيف. 1872-1874. تحرير وتقديم ديتليف برينيك. طبعة إردمان، فيسبادن 2017، ISBN 978-3-7374-0039-8 .

## لوحات فنية
معروضة في متحف التاريخ العسكري، فيينا:
- لا عودة! 1892، زيت على قماش، حوالي 330 × 460 سم،
- دب قطبي على طوف ، حوالي عام 1890، زيت على قماش، حوالي 50 × 60 سم
- قبر الميكانيكي كريش ، حوالي عام 1890، زيت على قماش، حوالي 50 × 60 سم
- منظر جليدي لثلاثة رجال ، حوالي عام 1890، زيت على قماش، حوالي 35 × 50 سم
- SMS Admiral Tegetthoff محاصر في الجليد ، حوالي عام 1890، زيت على قماش، حوالي 30 × 40 سم
- دراسة للوحة «لا تعود أبدًا» ، حوالي عام 1890، زيت على قماش، حوالي 45 × 90 سم

## كتب عنه (بالألمانية)

### كتب بحثية وسردية
- Constantin von Wurzbach: Peyer, meistens Payer, Julius. In: Biographisches Lexikon des Kaiserthums Oesterreich. 22. Theil. Kaiserlich-königliche Hof- und Staatsdruckerei, Wien 1870, S. 155–157 (Digitalisat).
- Martin Müller: Julius von Payer. Ein Bahnbrecher der Alpen- und Polarforschung und Maler der Polarwelt. Wissenschaftliche VG, Stuttgart 1956.
- G. Hamann: Payer Julius von. In: Österreichisches Biographisches Lexikon 1815–1950 (ÖBL). Band 7, Verlag der Österreichischen Akademie der Wissenschaften, Wien 1978, ISBN 3-7001-0187-2, S. 374 f. (Direktlinks auf S. 374, S. 375).
- Günter Tiggesbäumker: Carl Weyprecht 1838–1881. (PDF; 607 kB). In: Polarforschung. 51 (2), 1981, S. 213–218.
- Claudia Ham (Hrsg.): Die Schrecken des Eises und der Finsternis. Österreich und die Arktis (Ausstellungskatalog). Heeresgeschichtliches Museum, Wien 1996.
- Andreas Pöschek: Geheimnis Nordpol. Die Österreichisch-Ungarische Nordpolexpedition 1872–1874. Wien 1999.
- Günther Schefbeck (2001), "Payer, Julius Johann Ludwig Ritter von", Neue Deutsche Biographie (NDB), 20, Berlin: Duncker & Humblot, 147–148
- Manfried Rauchensteiner: Die Payerschlange. Die geheimnisvollen Aufzeichnungen eines alternden Genies. In: Viribus Unitis. Jahresbericht 2000 des Heeresgeschichtlichen Museums. Wien 2001, S. 9–40.
- Historisches Museum Frankfurt (Hrsg.): Frankfurt und der Nordpol. Ausstellungskatalog. Frankfurt am Main 2007, ISBN 978-3-86568-285-7.
- Christoph Höbenreich: Expedition Franz-Josef-Land. In der Spur der Entdecker nach Norden. Frederking-Thaler, München 2007, ISBN 978-3-89405-499-1.
- Helmut Neuhold: Österreichs Helden zur See. Styria, Wien/ Graz/ Klagenfurt 2010, ISBN 978-3-222-13306-0, S. 142–159.
- Frank Berger: Julius Payer. Die unerforschte Welt der Berge und des Eises. Tyrolia-Verlag, Innsbruck-Wien 2015, ISBN 978-3-7022-3441-6.

### أعمال أدبية (بالألمانية)
- لويس ترينكر Helden der Berge. 1. Auflage. Knaur-Verlag, Berlin 1935K DNB 576716111
- كريستوف رانزماير Die Schrecken des Eises und der Finsternis. Roman. Fischer, Frankfurt am Main 2003, ISBN 3-596-25419-1.
- فريتز لينر R. Roman. Seifert Verlag, Wien 2003, ISBN 3-902406-03-8.

## وصلات خارجية
- نصوص عن يوليوس باير في فهرس مكتبة ألمانيا الوطنية
- يوليوس فون باير في أرشيف الإنترنت
- جان شوبانيتش، ميشال فيالا: جوليوس باير . سيرة ذاتية بشعار النبالة (تشيكي).